# Кино. Энциклопедический словарь

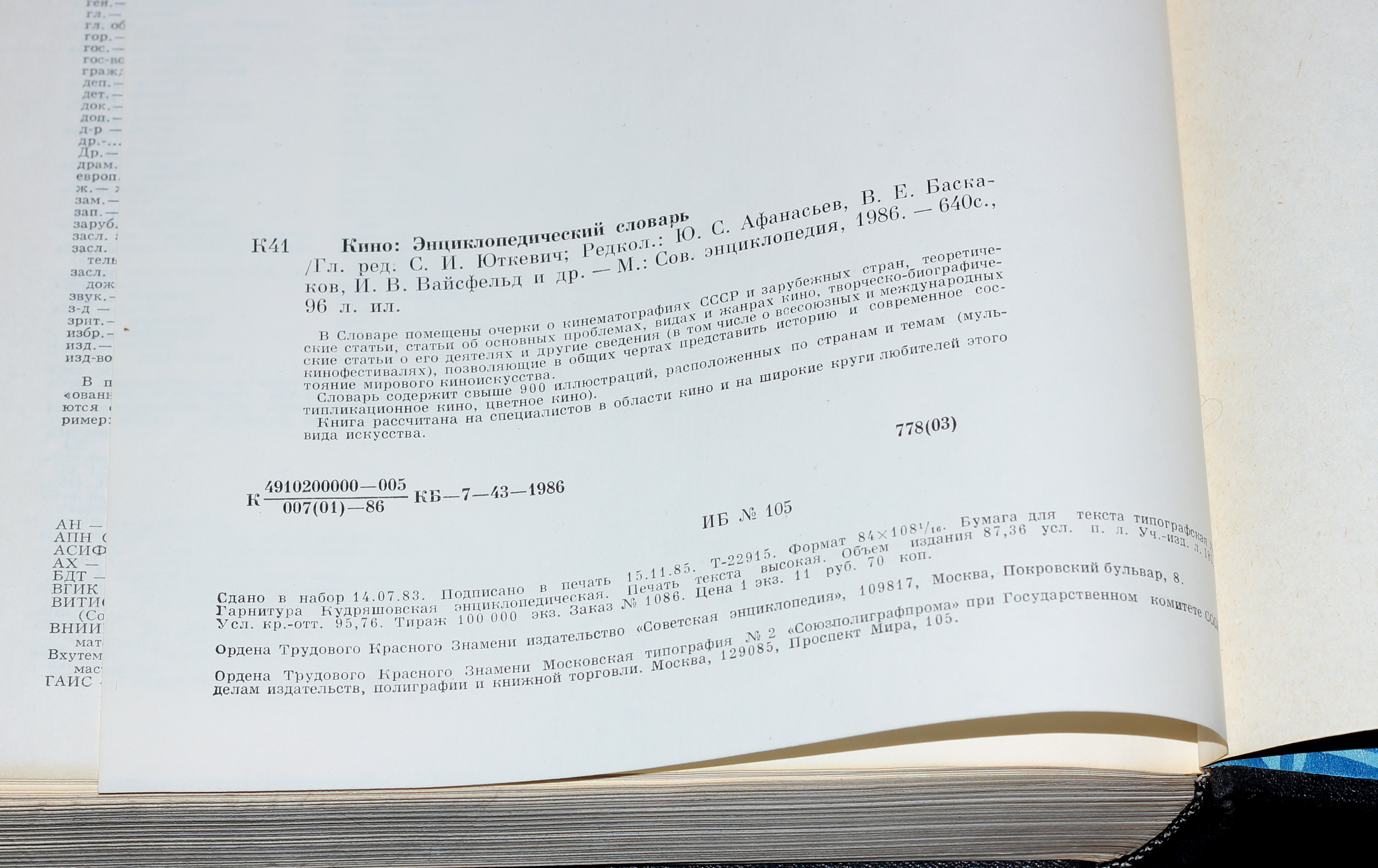
Выходные данные

«Кино. Энциклопедический словарь» (в редакционной вступительной статье — «Энциклопедический словарь кино») — однотомное научно-справочное издание о киноискусстве и киноведении. Содержит около 3900 статей о режиссёрах, актёрах и других кинематографических профессиях и понятиях, отдельные статьи о кинематографах республик СССР и государств мира. Авторами статей энциклопедии выступили более 150 специалистов. Вышло в издательстве «Советская энциклопедия» (Москва) в 1987 году тиражом 100 000 экземпляров.

## Редакционная коллегия
Главный редактор: доктор искусствоведения, народный артист СССР С. И. Юткевич.
Члены коллегии: Ю. С. Афанасьев, В. Е. Баскаков, И. В. Вайсфельд, Н. Д. Гаджинская, С. А. Герасимов, Е. С. Громов, А. В. Караганов (заместитель главного редактора), Л. Х. Маматова, И. И. Моравек, С. И. Фрейлих, Р. Н. Юренев.
Проверка данных по художественному кино и составление Указателя — С. В. Кудрявцев.